# Robert Preston
Robert Preston (n. 8 iunie 1918, Massachusetts, SUA – d. 21 martie 1987, Montecito⁠(d), Comitatul Santa Barbara, California, SUA) a fost un actor american de film și de teatru.

## Filmografie
- King of Alcatraz (1938) - Robert MacArthur
- Illegal Traffic (1938) - Charles Bent Martin
- Disbarred (1939) - Bradley Kent
- Union Pacific (1939) - Dick Allen
- Beau Geste (1939) - Digby Geste
- Typhoon (1940) - Johnny Potter
- North West Mounted Police (1940) - Ronnie Logan
- Moon Over Burma (1940) - Chuck Lane
- The Lady from Cheyenne (1941) - Steve Lewis
- Parachute Battalion (1941) - Donald Morse
- New York Town (1941) - Paul Bryson, Jr.
- The Night of January 16th (1941) - Steve Van Ruyle
- Pacific Blackout (1941) - Robert Draper
- Star Spangled Rhythm (1942) - El însuși (nemenționat)
- Reap the Wild Wind (1942) - Dan Cutler
- This Gun for Hire (1942) - Michael Crane
- Wake Island (1942) - Pvt. Joe Doyle
- Night Plane from Chungking (1943) - Capt. Nick Stanton
- Wings Up (1943)
- The Macomber Affair (1947) - Francis Macomber
- Variety Girl (1947) - El însuși
- Wild Harvest (1947) - Jim Davis
- Big City (1948) - Rev. Philip Y. Andrews
- Blood on the Moon (1948) - Tate Riling
- Whispering Smith (1948) - Murray Sinclair
- Tulsa (1949) - Brad Brady
- The Lady Gambles (1949) - David Boothe
- The Sundowners (1950) - James Cloud ('Kid Wichita')
- When I Grow Up (1951) - Father Reed
- Cloudburst (1951) - John Graham
- Best of the Badmen (1951) - Matthew Fowler
- My Outlaw Brother (1951) - Joe Waldner
- Face to Face (1952) - Șerif Jack Potter
- The Last Frontier (1955) - Col. Frank Marston
- Sentinels in the Air (1956) (narator)
- The Dark at the Top of the Stairs (1960) - Rubin Flood
- The Music Man (1962) - Harold Hill
- How the West Was Won (1962) - Roger Morgan
- Island of Love (1963) - Steve Blair
- All the Way Home (1963) - Jay Follett
- 1972 Bonner fiul (Junior Bonner), regia Sam Peckinpah - Ace Bonner
- Child's Play (1972) - Joseph Dobbs
- Mame (1974) - Beauregard Jackson Pickett Burnside
- Semi-Tough (1977) - Big Ed Bookman
- The Chisholms (1979-1980, TV Series) - Hadley Chisholm
- S.O.B. (1981) - Dr. Irving Finegarten
- Victor/Victoria (1982) - Carroll "Toddy" Todd
- Rehearsal for Murder (1982, film TV) - Alex Dennison
- September Gun (1983, film TV) - Ben Sunday
- The Last Starfighter (1984) - Centauri
- Finnegan Begin Again (1985, film TV) - Mike Finnegan
- Outrage! (1986, film TV) - Dennis Riordan